# Lepanthes marahuacensis
Lepanthes marahuacensis är en orkidéart som beskrevs av Germán Carnevali och Ivón Mercedes Ramírez Morillo. Lepanthes marahuacensis ingår i släktet Lepanthes och familjen orkidéer. Inga underarter finns listade i Catalogue of Life.